# Juazeirinho
Juazeirinho è un comune del Brasile nello Stato del Paraíba, parte della mesoregione di Borborema e della microregione del Seridó Oriental Paraibano.